# واراتا (تاسمانی)
واراتا (به انگلیسی: Waratah) یک شهرک در استرالیا است که در تاسمانی واقع شده‌است.